# Adolf Oesterheld
Adolf Oesterheld (* 16. Oktober 1872 in Bad Hersfeld; † 1951) war ein deutscher Unternehmer und Gründer der Fulgurit-Werke Luthe.

## Leben und Wirken
Am 16. Oktober 1872 wurde Adolf Oesterheld in Hersfeld in Nordhessen geboren. Er besuchte dort das Gymnasium, studierte Maschinenbau und beschäftigte sich schon früh mit dem kurz zuvor entdeckten Asbestzement. Von 1896 bis 1900 arbeitete er in Wien bei dem Erfinder dieses Stoffs und Gründer der Eternit-Werke, dem Österreicher Ludwig Hatschek. In Deutschland erhielt er das erste deutsche Patent auf die Herstellung von Asbestzement.
Von 1903 bis 1912 war Adolf Oesterheld Direktor des Unternehmens Continental AG in Hannover. Er gründete 1912 das Fulgurit-Werk Luthe – mit einem Ingenieur, einem Meister und etwa 40 ungelernten Arbeitern. Sein Asbestzement-Patent sowie weitere Zusatzpatente bezüglich des neuen Baustoffs versprachen eine positive Entwicklung.
Die Werksanlagen richtete er in den Gebäuden des Vorwerks Eichriede ein, das einst zur Domäne Blumenau gehört hatte. Der Standort Eichriede bot einen Eisenbahnanschluss, die Nähe zum Mittellandkanal sowie die Nachbarschaft zu einer Portlandzementfabrik. Oesterheld betrieb auch Landwirtschaft zur Versorgung der Werksküche, ein Sägewerk und eine Tischlerei. Er forschte selbst weiter und stellte 1914 als Erster gewellte Asbestzementplatten her. Für seine Produkte wählte er im Bezug auf die Haltbarkeit den Namen Fulgurit. Die isolierende Eigenschaft von Fulgurit nutzte er ab 1916 auch für den Bereich der Elektrotechnik. Die Fabrikation wurde in den folgenden Jahren mit Fulgurit-Rohren, -Dachrinnen, -Blumenkästen und -Formstücken bis hin zu Grabvasen erweitert. Bis in die 1970er Jahre wurden die eigenen Produkte Besuchergruppen in den Ausstellungsställen vorgeführt.
Der Erste Weltkrieg brachte Oesterheld erstmals große Aufträge. So hatte Ferdinand von Zeppelin vor Kriegsbeginn fünf bis zu 60 Meter hohe Zeppelinhallen in Auftrag gegeben. Nun wurden weitere 27 mit eigenen Monteuren in Fulgurit-Asbestzement hergestellt und unzählige Barackenbauten aus Fulgurit errichtet.
Am 30. November 1926 verlieh die Technische Hochschule Hannover Oesterheld ihre Ehrenbürgerwürde.
In der zweiten Hälfte der 1930er-Jahre profitierte sein Unternehmen von der Aufrüstung der Wehrmacht, da sich Asbestzement insbesondere als Ersatz für nun einzusparende Metalle wie Eisen, Kupfer und Zink eignete. Im Zweiten Weltkrieg diente das Werk der Kriegsproduktion. Dafür wurden völkerrechtswidrig auch Kriegsgefangene und Zwangsarbeiter im Werk eingesetzt, belgische und französische Kriegsgefangene, sowjetische Kriegsgefangene, Zwangsarbeiter aus der Ukraine sowie italienische Militärinternierte.
Adolf Oesterheld gab das Unternehmen an seinen Sohn Karl Adolf Oesterheld (1907–1974) weiter, dessen Sohn und Erbe ist Nikolaus Oesterheld (* 1940).

## Belege
1. ↑  Christian-Alexander Wäldner: Die Technische Hochschule Hannover und der Entzug akademischer Titel in der NS-Zeit. Ergebnisse hannöverscher Vorgänge unter der Berücksichtigung des Falles Walter Dux. Lit-Verlag, Berlin / Münster 2012, ISBN 978-3-643-11908-7, S. 118.
2. ↑  Nikolaus Oesterheld (und Karl Adolf Oesterheld) auf namibiana.de, abgerufen am 10. August 2023

| Personendaten    | Personendaten         |
| ---------------- | --------------------- |
| NAME             | Oesterheld, Adolf     |
| KURZBESCHREIBUNG | deutscher Unternehmer |
| GEBURTSDATUM     | 16. Oktober 1872      |
| GEBURTSORT       | Bad Hersfeld          |
| STERBEDATUM      | 1951                  |